# سسنا او-۲ اسکای‌مستر
سسنا او-۲ اسکای‌مستر (به انگلیسی: Cessna O-2 Skymaster) یک هواگرد ساختِ کارخانهٔ سسنا در کشور ایالات متحده آمریکا است که در سال ۱۹۶۷–۱۹۷۵ ساخته شد. نخستین استفاده‌کنندهٔ این هواپیما Botswana Air Force بوده است. این هواگرد برای نخستین بار در ۱ ژانویه ۱۹۶۷ میلادی مورد استفاده قرار گرفت.

## مشخصات (O-2)

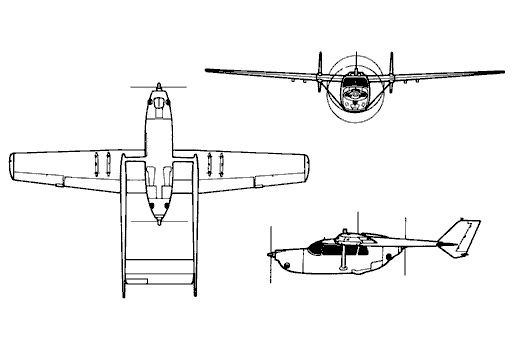
طرح سه نمای O-2

داده‌ها از 
ویژگی‌های عمومی
- خدمه: 2[۲]
- طول: ۲۹ فوت ۹ اینچ (۹٫۰۷ متر)
- پهنای بال: ۳۸ فوت ۰ اینچ (۱۱٫۵۸ متر)
- ارتفاع: ۹ فوت ۴ اینچ (۲٫۸۴ متر)
- مساحت بال‌ها: ۲۰۲٫۵ فوت مربع (۱۸٫۸۱ متر مربع)
- نسبت اندازه: ۷٫۱۳:۱
- وزن خالی: ۲٬۸۴۸ پوند (۱٬۲۹۲ کیلوگرم)
- بیشترین وزن برخاست: ۵٬۴۰۰ پوند (۲٬۴۴۹ کیلوگرم)
- پیشرانه: ۲ عدد air-cooled flat-six engines Continental IO-360C/D, ۲۱۰ اسب بخار (۱۶۰ کیلووات)  در هر موتور

عملکرد
- حداکثر سرعت: ۱۹۹ مایل بر ساعت (۳۲۰ کیلومتر بر ساعت، ۱۷۳ گره) at sea level
- سرعت کروز: ۱۴۴ مایل بر ساعت (۲۳۲ کیلومتر بر ساعت، ۱۲۵ گره) at ۱۰٬۰۰۰ فوت (۳٬۰۰۰ متر)
- بُرد: ۱٬۰۶۰ مایل (۱٬۷۱۰ کیلومتر، ۹۲۰ مایل دریایی)
- حداکثر ارتفاع: ۱۹٬۸۰۰ فوت (۶٬۰۰۰ متر)
- نرخ صعود: ۱٬۱۸۰ فوت بر دقیقه (۶٫۰ متر بر ثانیه)

تسلیحات

- اسلحه‌ها: SUU-11/A Minigun Pod[۳]
- آویزگاه‌های حمل سلاح: Four MAU-3A bomb racks[۳]
- راکت‌ها: LAU-59/A Rocket Launcher, MA-2/A Rocket Launcher[۳]
- بمب‌ها: SUU-14/A Bomblet Dispenser[۳]